# Lolita Carbon
Lolita "Nene" Carbon (13 november 1957) is een Filipijnse zangeres en songwriter. Carbon maakte naam als zangeres van de Filipijnse folkrockband Asin in de jaren 70 en 80. Na het uiteenvallen van de band ging ze solo verder. 

## Carrière
Lolita groeide op in een huis vol muziekinstrumenten in Malate, Manilla. Via haar vader kwam ze in contact met diverse muzikanten en als klein meisje trad ze al op voor publiek. Ze zong daarbij bekende hits en begeleidde zichzelf op de gitaar. Op 10-jarige leeftijd won ze met het nummer The Impossible Dream de Tita Betty Children's Show, een live gezongen talentenjacht op de Filipijnse radio. Later ontwikkelde zich als folkzangeres. In 1976 vormde ze samen met  Mike "Nonoy" Pillora jr. and Cesar "Saro" Banares jr. een folkrockgroep, die ze "Salt of the Earth" noemden. Al vrij snel werden ze gecontracteerd door het platenlabel VICOR Music en werd de naam veranderd in Asin (Tagalog voor zout). In 1978 kwam de band uit met hun succesvolle debuutalbum  Asin. In de aanloop naar hun twee album Himig Ng Lahi sloot zich een vierde bandlid aan bij Asin. In de jaren erna werden nog diverse andere albums geproduceerd zoals: Mga Awit Ng Bayan Kong Pilipinas en Himig Ng Kayumanggi. De teksten van de band waren veelal sociaal geëngageerd . Diverse nummers werden enorm populair en worden ook tegenwoordig nog gedraaid in de Filipijnen. Enkele voorbeelden van hits van Asin die door Lolita gecomponeerd of geschreven zijn: Pagbabalik, Masdan Mo Ang Kapaligiran en Ang Bayan Kong Sinilangan (alle van het album ASIN), Himig ng Pag-ibig (van het album: Himig ng Pag-ibig).
In 1981 bracht Carbon los van Asin een eerste eigen single uit. Op de single met de naam Lolita and the boys stond het nummer Usok, een reggae-achtig nummer met op de B-zijde het nummer Ganyan Lang. Toen Asin eind jaren 80 stopte en de bandleden ieder hun eigen weg gingen, formeerde Carbon haar eigen band met de naam Nene. In 1991 werd het gelijknamig album Nene uitgebracht, met daarop onder andere de hit Biyaheng Langit en het nummer Paraisong Liku-Liko, dat in dat jaar werd uitgeroepen tot beste rocknummer bij uitreiking van de AWIT Awards.
In 2000 besloten Lolita, Pendong Aban jr. en Mike Pillora jr. tot een comeback met Asin. Het vierde bandlid, zanger en songwriter Cesar Banares jr., was zeven jaar daarvoor bij een caféruzie om het leven gebracht. Pillora jr. trok zich uiteindelijk terug, maar Pendong en Lolita zetten het plan door en begonnen zonder hem weer op te treden als Asin. Ook werden er enkele CD's uitgebracht, merendeels compilaties van oude hits van de band.

## Discografie
Met Asin heeft Carbon de volgende albums uitgebracht:
- 1978 - ASIN
- 1979 - Himig ng Pag-ibig
- 1983 - Himig ng Lahi
- 1984 - Mga Ginintuang Awitin ng ASIN (compilatiealbum)
- 1985 - Awiting ng Bayan Kong Pilipinas
- 1986 - Asin sa Atubiling Panahon
- 1987 - Himig Kayumanggi
- 1988 - Sinta (compilatiealbum)
- 2001 - Pag-ibig, Pagbabago, Pagpapatuloy
- 2005 - Ang Bayan Kong Sinilangan - Paglalakbay Sa Mga Awitin ng ASIN (compilatiealbum n.a.v. 40-jarig jubileum Vicor Music)
- 2009 - ASIN 18 Greatest Hits (compilatiealbum)

Als solo-artiest heeft Carbon de volgende albums uitgebracht:
- 1981 - Lolita and the Boys
- 1991 - NENE
- 1996 - The best of Lolita Carbon (compilatiealbum)

## Onderscheidingen
- Pagbabalik, gecomponeerd en gezongen door Carbon werd tijdens de Aliw Awards van 1978 onderscheiden als beste folknummer van het jaar.
- Paraisong Liku-liko, werd bij de AWIT Awards van 1991 onderscheiden als beste rocknummer

## Persoonlijk
Lolita Carbon heeft vier zonen, waaronder een tweeling.